# Туба (упаковка)

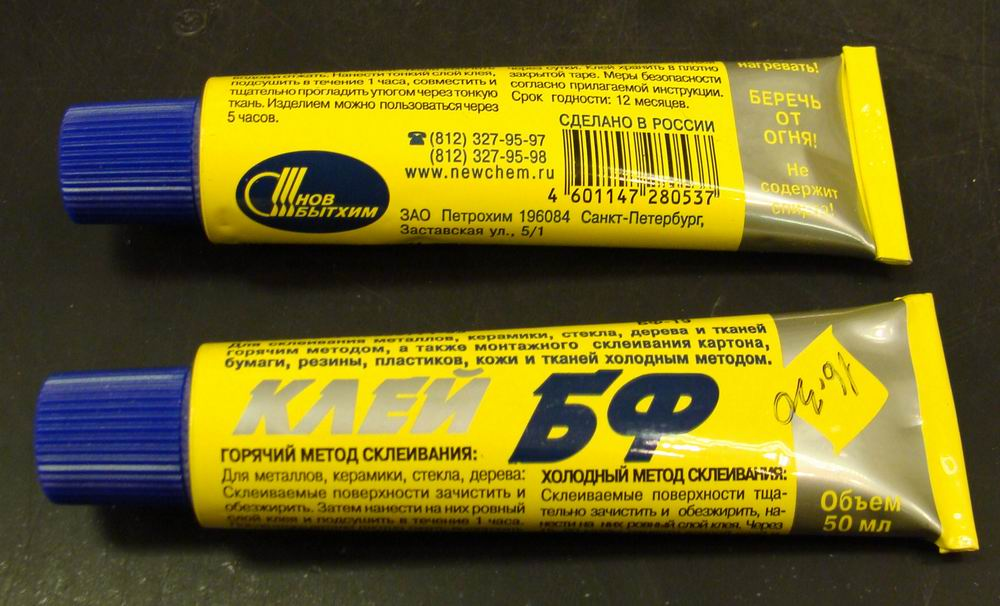
Клей БФ в тюбиках.

Ту́ба (от фр. tube – труба), тю́бик — вид упаковки; первая туба представляла собой металлическую трубку, один из торцов которой завёрнут (многократно сложен), а второй имеет отверстие, закрывающееся колпачком.

## История

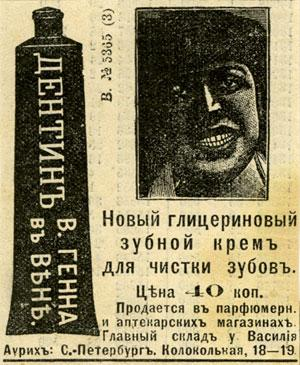
Реклама глицеринового «зубного крема» в тюбике. 1906

Изобретатель тубы Джон Ренд (John Goffe Rand), запатентовал прообраз современных туб (тюбиков) в 1841 году как «усовершенствованный сосуд для хранения красок». Широкое распространение туба получила с 1892 года, как ёмкость для зубной пасты ("крем для зубов" доктора Шеффилда).
Длительное время тубы делали из олова и свинца, но постепенно эти тяжёлые металлы были вытеснены алюминием (свинец токсичен, олово — дорого). Освоение технологии пластмасс привело к появлению пластиковых (экструзионных и коэкструзионных) и ламинатных (произведённых из листового многослойного материала) туб.
Начиная с 2010-х пластиковые тубы также производят литьём под давлением.
Современное применение
В настоящее время туба (тюбик) используется преимущественно для кремов и пастообразных продуктов во множестве отраслей: фармации, бытовой химии, пищевой и др. Возможна также и упаковка в тубу жидкости: например, клея или даже супа для космонавтов.
Преимущество тубы, как упаковки, в том, что она позволяет дозировать необходимое количество продукта (например, клея), выдавливая его непосредственно в месте применения.
Туба имеет высокие барьерные качества. Это, с одной стороны, защищает продукт в тубе от внешней среды (воздействия света, кислорода, загрязнения бактериями и т.п.), другой стороны, содержимое тубы не выделяется в окружающую среду, и производитель может быть уверен в том, что потребитель получит именно тот состав, который был заложен в тубу. Тубы разных видов обладают разными барьерными качествами.
Также различны способы декорирования туб: самое простое оформление - печать смесевыми красками в 3-4 цвета. Сложные варианты могут включать CMYK печать, тиснение фольгой, нанесение объёмных изображений, лакировку, прозрачные окошки в теле тубы...
Тубы экономичны, позволяют практически полностью использовать упакованный продукт.
Современная мировая тенденция состоит во всё более экологичном производстве пластиковых туб. В настоящее время до 80 % пластика рукава тубы может быть сделано из вторично переработанных пластиков (маркируются как post-consumer recycled - PCR). Также производители работают над снижением количества пластика, используемого для производства колпачков: делают колпачки более лёгкими. Разрабатываются тубы и колпачки и из биодеградируемых материалов.

## Виды туб
Современные тубы (тюбики) бывают трёх видов: металлические, пластиковые и ламинатные.
- Металлические тубы производят из алюминия.
- Пластиковые тубы делают из полиэтилена различных типов. Такие тубы могут быть однослойными или многослойными (коэкструзионные тубы).
- Ламинатные тубы имеют несколько слоёв сложного композитного материала. Ламинат бывает с барьерным слоем из алюминия (ABL-ламинат) или пластика (PBL-ламинат). Ламинатные (ABL) тубы совмещают барьерные качества алюминиевых туб с возможностями оформления пластиковых туб.
- Инжекционные тубы - относительно новая технология литья под давлением цельной тубы из полипропилена. Декорирование выполняется на печатной этикетке, закладываемой в пресс-форму для литья.

## Производство
- Производство пластиковых туб осуществляется при помощи процесса экструзии и ко-экструзии.
- Алюминиевые выдавливают  прессом из заготовки — рондели (рондоли) — под высоким (от 60 до 250 тонн/м²) давлением — получается целиковый, бесшовный тюбик.
- Ламинатные тубы свариваются из слоистого материала — ламината.

Существуют региональные ассоциации производителей туб — Европейская, Американская. Они проводят ежегодные конкурсы среди производителей: «Туба года». Итоги этих конкурсов можно найти на официальных сайтах ассоциаций.